# Pikmin (jeu vidéo)
Vous lisez un « bon article » labellisé en 2021.
Cet article concerne le premier jeu vidéo de la série. Pour la série, voir Pikmin.
Pikmin (ピクミン, Pikumin) est un jeu vidéo de stratégie en temps réel et de réflexion édité par Nintendo et développé par Nintendo EAD. Il est sorti sur GameCube en 2001 en Amérique du Nord et au Japon, et en 2002 en Europe. Il s'agit du premier épisode de la série homonyme.
Le système de jeu repose sur l'exploration, la gestion d'unités et la collecte d'objets. Le joueur incarne Olimar, un petit astronaute piégé sur une planète inconnue après que son vaisseau spatial a été percuté par un astéroïde. Le protagoniste doit quitter la planète avant que son scaphandre ne cesse de fonctionner. L'atmosphère, riche en oxygène, est en effet toxique pour son espèce. Olimar dispose de trente jours pour retrouver les pièces de son vaisseau dispersées à travers les différentes zones du jeu. Il peut néanmoins compter sur l'aide des Pikmins, des créatures indigènes dont les capacités diffèrent selon la couleur de l'espèce. Le joueur peut leur donner des ordres et doit utiliser leurs capacités stratégiquement afin de progresser dans l'aventure. Il doit en outre veiller à la prolifération des Pikmins en trouvant des palets dissimulés à travers les niveaux ou en éliminant des ennemis.
Alors que le GameCube est en cours de développement, Shigeru Miyamoto assemble une équipe afin de développer un nouveau concept de jeu vidéo dans lequel de nombreux personnages seraient affichés à l'écran. Shigefumi Hino et Masamichi Abe dirigent chacun une partie différente de la production tandis que Miyamoto supervise le tout. La première idée pour le jeu met le joueur dans un rôle similaire à celui d'un dieu qui observe et influence la vie d'une population pendant l'époque préhistorique. Les développeurs éprouvent de la difficulté à trouver quel sera l'objectif du jeu avant qu'il n'évolue progressivement vers ce qu'est finalement devenu Pikmin.
Pikmin est salué par la critique spécialisée lors de sa sortie. Elle loue notamment la qualité des graphismes du titre, son univers, ainsi que sa jouabilité, mais regrette sa courte durée de vie. Le jeu connaît deux suites et deux spin-offs. Il fait également l'objet d'une réédition sur Wii en 2008 et sur Nintendo Switch en 2023.

## Trame
L'histoire débute avec le capitaine Olimar, un petit astronaute, unique protagoniste du jeu, qui voyage dans l'espace à bord de son vaisseau spatial : le Dolphin. Tout se déroule à merveille, jusqu'à ce qu'un astéroïde percute son vaisseau, l'envoyant directement vers une planète inconnue. Après avoir repris ses esprits, Olimar constate que son véhicule a été endommagé et que 30 pièces sont manquantes. Vingt-cinq pièces sont nécessaires pour terminer le jeu, les cinq dernières permettant d'obtenir la fin parfaite. Le capitaine découvre également que l'atmosphère de la planète est composée d'oxygène, un élément qui lui sera fatal après 30 jours, lorsque sa combinaison cessera de fonctionner,.
Olimar fait ensuite la découverte des Pikmins, une forme de vie hybride, entre l'animal et le végétal. Les Pikmins vivent en groupe et rassemblent différentes espèces, chacune caractérisée par sa couleur (rouge, jaune et bleue). Les Pikmins mesurent environ trois centimètres si l'on prend en compte la tige surmontant leur tête. Ils vivent dans des vaisseaux, nommés Oignons, où ils peuvent utiliser des palets ou des créatures pour se multiplier. Le capitaine Olimar parvient à faire des Pikmins ses alliés, apprenant à les contrôler à l'aide de son sifflet. Ils peuvent ainsi l'aider à se défendre des ennemis et à retrouver les pièces de son vaisseau éparpillées à travers les cinq régions de la planète,.
Pikmin a trois fins différentes que le joueur atteint selon le nombre de pièces qu'il a réussi à obtenir à la fin des 30 jours qui lui sont alloués. En cas d'échec, Olimar tente de partir, mais son vaisseau s'écrase à nouveau. Les Pikmins le transportent alors à l'un des Oignons et le capitaine est transformé en hybride, contraint de rester à jamais sur la planète. Si le joueur a réussi à obtenir les 25 pièces obligatoires, Olimar parvient à retourner chez lui sans encombre. Enfin, le joueur obtient la fin parfaite s'il réussit à récupérer les 30 pièces du Dolphin. De nombreux Oignons sont alors visibles lors du départ, accompagnant le vaisseau d'Olimar, certains présentant des couleurs de Pikmins encore non découverts (orange, vert, noir, bleu cyan, etc.).

## Système de jeu

### Généralités
Pikmin est un jeu de stratégie en temps réel et de réflexion dont l'action se déroule en vue de dessus. Le système de jeu de Pikmin repose sur l'exploration des cinq zones de jeu qui s'ouvrent au joueur au fur et à mesure de sa progression ainsi que sur la gestion d'unités et sur la collecte d'objets,. Le joueur prend le contrôle d'Olimar, un petit astronaute qui est pris sur une planète qui lui est inconnue et hostile, après que son vaisseau spatial se soit écrasé. Le joueur a pour objectif de récupérer les pièces de l'engin qui sont dissimulées à divers endroits dans les différentes régions de la planète afin qu'Olimar puisse décoller et retourner chez lui. Il dispose de 30 jours pour y arriver, un « jour » correspondant à environ quinze ou vingt minutes de jeu. Après chaque journée, le joueur peut lire une entrée d'un journal écrit par Olimar qui fait progresser la trame scénaristique du jeu.
Olimar bénéficie de l'aide des Pikmins, de petites créatures qui lui obéissent et qui possèdent diverses capacités selon leur couleur. Le joueur doit user stratégiquement des capacités des différents Pikmins afin de progresser dans le jeu. Olimar peut notamment utiliser un sifflet pour appeler les créatures, qui le suivent alors, et diriger leurs déplacements autour de lui afin de naviguer certains passages qui demandent plus de précision,. L'astronaute peut également laisser les Pikmins de côté et les diviser par groupes de couleurs. Lorsqu'aucun Pikmin ne le suit, Olimar peut donner des coups de poing. Il peut lancer les Pikmins sur un mur à abattre, un pont en construction, un objet à porter ou encore un ennemi à attaquer. Les Pikmins se mettront alors automatiquement au travail. Si un Pikmin est inactif, il prend une couleur pâle et reste immobile. Olimar dispose d'un viseur correspondant à l'endroit où un Pikmin retombera s'il est lancé. Une faible poussée du stick directionnel déplace le viseur, tandis qu'une poussée plus forte déplace Olimar.
Le joueur peut alterner entre une vue de dessus et une vue en angle aigu, zoomer ou dézoomer, et tourner la caméra autour du personnage. En cours de jeu, il peut accéder à une carte du niveau qui indique, à l'aide de petits points, l'emplacement des Pikmins et, à l'aide d'étoiles, où se trouve chaque pièce du vaisseau. L'affichage tête haute indique en tout temps le numéro du jour, la jauge qui désigne la progression de la journée et l'approche de la nuit, la jauge d'énergie vitale d'Olimar et le type du Pikmin le plus proche, qui sera lancé en premier. Il indique également le nombre de Pikmins contrôlés, ceux qui se trouvent sur la carte du jeu ainsi que la quantité totale de Pikmins.
Le joueur se heurte à de nombreux ennemis au cours de l'aventure. Ces derniers ont des apparences hybrides et ressemblent bien souvent à des insectes. Ils peuvent tuer les Pikmins en les mangeant ou en les écrasant. Ils peuvent également faire baisser la jauge d'énergie vitale d'Olimar s'ils l'atteignent, provoquant la fin automatique de la journée si ladite jauge est complètement vidée.

### Caractéristiques et prolifération des Pikmins

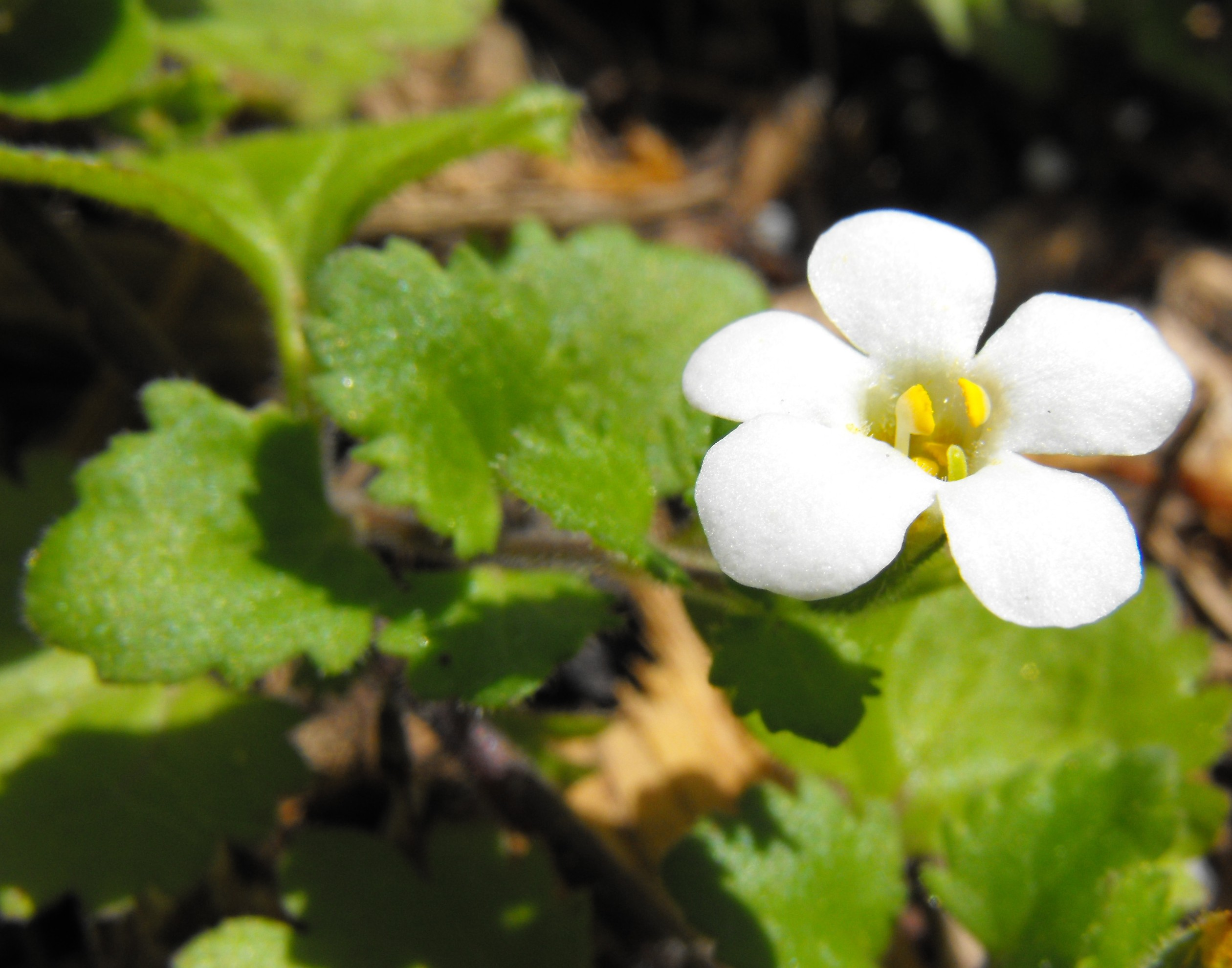
Dans leur dernière forme, les Pikmins ont une fleur sur la tête au lieu d'une feuille.

Il existe trois types de Pikmin dans le jeu, chacun ayant des caractéristiques différentes. Les premiers rencontrés par le joueur, les Pikmins rouges, sont résistants au feu en plus d'être les plus efficaces au combat. Les Pikmins jaunes peuvent être lancés plus haut que les autres types de Pikmins et sont les seuls à pouvoir transporter les bombes-rocs (des rochers explosifs qui permettent de détruire certains murs ou d'affronter certains ennemis). Enfin, les Pikmins bleus sont les seuls à pouvoir aller dans l'eau.
Les Pikmins vivent dans des vaisseaux appelés Oignons. Chaque Pikmin habite dans le vaisseau de sa couleur respective. Les Oignons transportant les Pikmins jaunes et bleus se débloquent durant l'aventure, le joueur ne débutant qu'avec les Pikmins rouges. Les Pikmins transportent instinctivement à leur Oignon les dépouilles d'ennemis et les palets dissimulés à travers les niveaux. Ces ressources vont être utilisées par les Oignons pour générer automatiquement de nouvelles graines de Pikmins (plus l'ennemi ou le palet est gros, plus la quantité de graines produites est élevée). Le joueur peut à tout moment déterrer les nouvelles pousses de Pikmin. Si celles-ci sont laissées un peu plus longtemps en terre, la feuille au bout de la tige se transforme en bourgeon et, enfin, en fleur. Les Pikmins hors de la terre peuvent aussi évoluer jusqu'à ce stade à l'aide de nectar. Les Pikmins avec une fleur ont l'avantage de se déplacer plus vite et d'être plus efficaces au combat.
À la fin de la journée, les Pikmins proches des Oignons et ceux qui suivent Olimar retournent dans leur Oignon. Abandonner un Pikmin loin du vaisseau à la tombée de la nuit signifie le perdre. En effet, des prédateurs sortent alors de leurs terriers et dévorent tout ce qu'ils trouvent. Il ne peut pas y avoir plus de 100 Pikmins sur le terrain (les Oignons arrêtent de produire des graines et les gardent en réserve si cette limite est atteinte) ou plus de 1 000 Pikmins au total (en comptant ceux dans les Oignons),.

### Mode Challenge
Après avoir découvert les trois Oignons, le joueur accède à un mode de jeu supplémentaire nommé Mode Challenge. L'objectif est, dans une limite de temps d'une journée, de produire le maximum de Pikmins dans une zone donnée du jeu. Il dispose au départ d'un certain nombre de Pikmins de chaque couleur. L'emplacement des palets, obstacles et ennemis dans la zone de jeu est différent de celui du mode de jeu principal.

## Développement

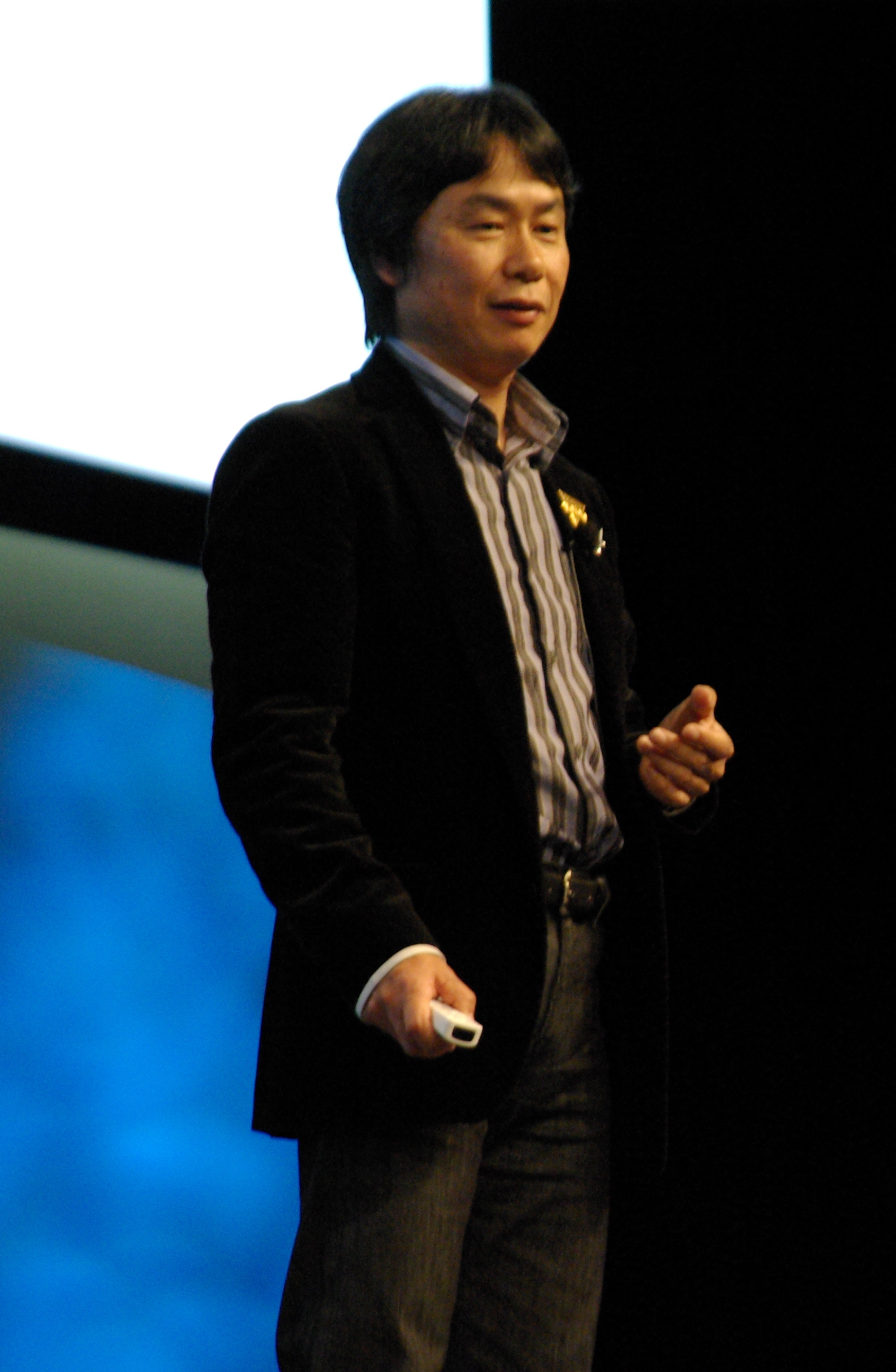
Shigeru Miyamoto assemble l'équipe et supervise le développement du jeu, qui est dirigé par Shigefumi Hino et Masamichi Abe, et donne ses idées lorsque l'occasion se présente.

### Genèse du projet
Durant le développement du GameCube, Shigeru Miyamoto assemble une équipe composée d'employés ayant travaillé sur Yoshi's Story et 1080° Snowboarding et leur demande de penser à « un tout nouveau concept qui ne ressemblerait en rien à une suite de Mario ». Le jeu devait introduire de nouveaux personnages et proposer des contrôles innovants.
Miyamoto émet aussi le souhait de créer un jeu dans lequel le joueur contrôle de nombreux personnages en même temps. Alors que ses coéquipiers pensent à 10 ou 20 personnages, Miyamoto a en tête une centaine. Super Mario 128, une démo qui a été présentée au Space World 2000 dans laquelle 128 personnages s'animent en même temps, reflète cette idée et est un précurseur de la technologie utilisée pour Pikmin,.
Enfin, Miyamoto souhaite que le jeu attire autant les joueurs confirmés que les débutants. Shigefumi Hino et Masamichi Abe dirigent chacun une partie différente de la conception du jeu tandis que Shigeru Miyamoto supervise les deux afin d'assurer la cohérence du projet, en plus de donner ses idées lorsque l'occasion se présente.

### Premières idées
Les développeurs commencent par intégrer au jeu seulement deux personnages, qui se nomment Adam et Eve. Ils ajoutent ensuite progressivement plus de personnages. Afin d'en afficher le plus possible à l'écran sans risquer de surcharger la console, l'équipe décide, au début du développement, de créer un design très sommaire qui consiste en une boule pour le corps, des yeux et un nez. L'équipe éprouve de la difficulté à trouver en quoi consistera l'objectif du jeu. Une idée de départ est de créer un jeu dans lequel le joueur observe la vie d'un groupe de personnages. Le joueur aurait eu un rôle similaire à celui d'un dieu afin d'influencer indirectement leur vie. Selon les décisions que le joueur aurait pris, les personnages pouvaient, par exemple, fonder une famille ou entrer en guerre.
« Observer leur vie était le thème. Donnez-leur de l'amour ou de la discorde. Agissez comme un dieu. [...] Alors que nous nous dirigions vers ce thème, nous étions confrontés à un problème : quel est l'objectif ? »
— Shigeru Miyamoto
Le titre se serait déroulé dans un monde primitif avec des villages et des mammouths. Le Bulborb, l'un des ennemis principaux de Pikmin, est en réalité une version modifiée du mammouth. Il s'agit par ailleurs de l'unique ennemi qui est resté dans le jeu du début à la fin du développement. Les développeurs ont également eu l'idée d'exploiter une mécanique de jeu qui consiste à prendre et à lancer des personnages.

### Conception

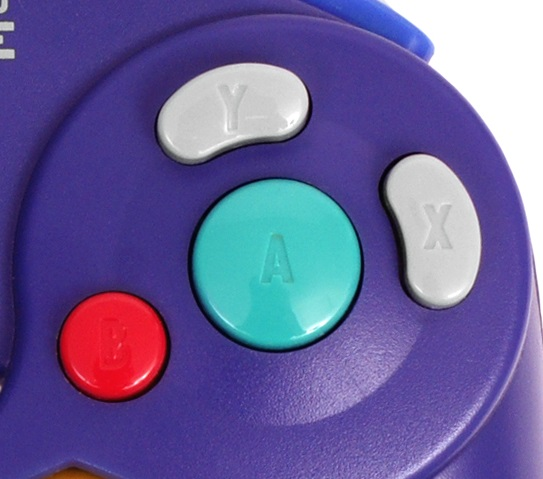
Le bouton A de la manette est utilisé pour effectuer de nombreuses tâches afin de simplifier le jeu.

L'univers du jeu n'est établi qu'après avoir terminé le game design. Dans une interview, Miyamoto explique qu'il voit, un jour alors qu'il se détend à l'extérieur, une série de fourmis qui transportent des feuilles et qui forment une longue file. Il se met alors à imaginer à quoi ressemblerait cette scène s'il s'agissait plutôt de petits êtres humains, ce qui l'amuse. L'idée selon laquelle les nombreux petits personnages suivent un leader à la manière de fourmis est intégrée au jeu ainsi que l'idée que le titre se déroule dans une forêt. Selon Hino, « ces deux concepts se complémentent bien, et c'est de cette manière [que l'équipe est] arrivé à l'univers final de Pikmin. » Le design final des Pikmins, notamment leur taille et leur forme, est établi un an après les premières versions du jeu et l'univers l'est six mois plus tard. À un moment dans le développement, les Pikmins se présentent sous plusieurs apparences physiques. Certains sont gros, d'autres sont grands ou petits. Cette idée est éventuellement abandonnée et les développeurs décident de mettre les Pikmins de différentes couleurs. Cela permet d'éviter qu'ils manquent de variété, les Pikmins étant de couleur noire dans cette ancienne version, ce qui déplaît à Miyamoto puisqu'il « aime les couleurs vives ». En outre, les développeurs envisagent d'ajouter une jauge d'énergie à chaque Pikmin, mais l'idée est abandonnée pour éviter de rendre le jeu trop compliqué pour le joueur.
Abe déclare qu'il voulait que le joueur ait l'impression que chaque Pikmin agisse de sa propre autorité. Par conséquent, certains Pikmins n'écoutent parfois pas les ordres. Miyamoto souligne à ce sujet qu'il était important d'avoir une balance pour ne pas rendre le jeu inutilement frustrant. Mario Club, la division de test et de débogage interne de Nintendo, manifeste une préférence pour la version qui est présentée lors de l'Electronic Entertainment Expo de 2001, qui n'a pas cette particularité. Miyamoto souligne toutefois qu'ils « confondent quelque chose de « bon » et quelque chose de « facile » » et cet élément est gardé dans le jeu final. De la même manière, Miyamoto convainc l'équipe d'abandonner l'idée de pouvoir déraciner tous les Pikmins en donnant un coup de sifflet au lieu de les déraciner un à un en appuyant sur le bouton A. Miyamoto y arrive en leur rappelant qu'il fallait frapper beaucoup de blocs pour récupérer des pièces dans Super Mario Bros.. Dans le but de simplifier la jouabilité, l'équipe ajoute au bouton A de la manette le plus de fonctionnalités possible. Ainsi, il est utilisé pour effectuer de nombreuses tâches. Miyamoto propose qu'Olimar utilise un sifflet pour ramener les Pikmins, ce qui fait référence aux enseignants dans les écoles japonaises et anglaises qui en utilisent un avec les élèves. Quant à lui, le son de cloche qui se fait entendre lorsque le coucher de soleil approche fait référence au son qui peut être entendu vers la fin de la journée en zone rurale au Japon.
Les concepteurs décident de créer des ennemis surréalistes, mais qui sont parfois inspirés de vrais animaux. Le programmeur Colin Reed souligne qu'à un moment, une petite patte dépassait de la gueule de certains ennemis après qu'ils ont mangé des Pikmins. Ce détail a été retiré pendant le développement. La limite de trente jours est aussi ajoutée afin d'inciter le joueur à terminer le jeu plusieurs fois. L'équipe songe à augmenter cette limite à 40 ou 60 jours, mais s'abstient pour éviter que le joueur ne soit découragé et qu'il n'ait pas le goût de recommencer une partie.

## Commercialisation

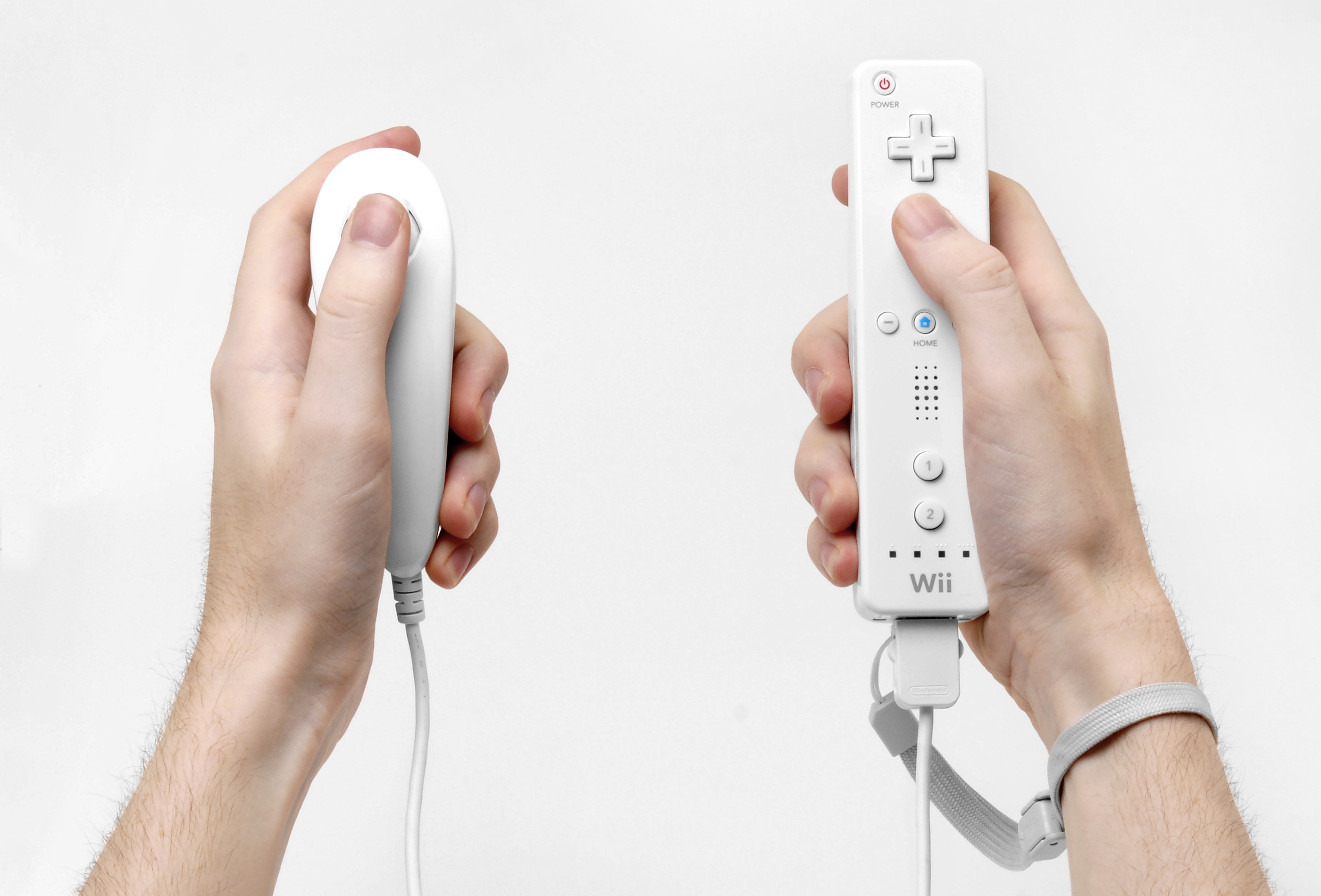
Le jeu est réédité sur Wii dans la gamme Nouvelle Façon de jouer ! et se joue avec la Wiimote et le Nunchuk.

Le jeu est dévoilé lors d'une conférence intitulée The Nintendo difference tenue à Los Angeles en Californie une journée avant le début de l'Electronic Entertainment Expo 2001 par Nintendo. Une démo jouable est dévoilée lors de l'Electronic Entertainment Expo 2001.
Au Japon, la chanson Ai No Uta du groupe de musique japonais Strawberry Flower est utilisée pour une publicité du jeu. La chanson décrit la vie des Pikmins selon leur perspective alors qu'ils risquent leur vie pour aider le capitaine Olimar. Forte d'un succès immédiat auprès du public japonais, elle sort en single en décembre 2001 et se vend à presque 500 000 unités dès les deux premières semaines de sa commercialisation.
Pikmin sort sur GameCube le 26 octobre 2001 au Japon, le 3 décembre 2001 en Amérique du Nord, et le 14 juin 2002 en Europe. Il est, avec Luigi's Mansion et Super Smash Bros. Melee, l'un des premiers jeux de la gamme Player's Choice en Amérique du Nord.
Le jeu bénéficie d'un portage sur Wii dans la gamme Nouvelle Façon de jouer ! le 25 décembre 2008 au Japon, le 6 février 2009 en Europe, et le 9 mars 2009 en Amérique du Nord. Le portage reprend le contenu du jeu d'origine avec comme nouveauté une jouabilité qui tire avantage des capacités de la console. La cible, qui indique l'endroit où un Pikmin atterrit après être lancé, est contrôlée par le joueur en pointant la Wiimote vers l'écran. L'affichage du jeu passe d'un format 4/3 à 16/9. En outre, le jeu propose un nouveau système de sauvegarde qui permet au joueur de recommencer n'importe quelle journée qui a déjà été accomplie. Cette version du jeu devient disponible en téléchargement à partir de 2016 sur Wii U.
Dévoilée lors d'un Nintendo Direct diffusé le 21 juin 2023, une version remastérisée du jeu devient disponible en téléchargement la même journée sur le Nintendo eShop de la Nintendo Switch. Le jeu sort ensuite en format physique le 22 septembre accompagné de la version remastérisée de Pikmin 2.

## Accueil

### Critiques de la version GameCube
Pikmin est salué par la critique spécialisée lors de sa sortie, louant notamment la qualité des graphismes du titre, son univers ainsi que sa jouabilité, mais regrettant sa courte durée de vie. Il obtient une moyenne de notes de 89 % sur Metacritic sur la base de 39 critiques.
GameSpot trouve qu'il découle du jeu un « charme tordu » similaire à « un bon film de Tim Burton », alliant un concept sombre (la survie dans un environnement hostile) à une esthétique mignonne de conte de fée. IGN déclare que Pikmin est « l'un des jeux les plus rafraîchissants à sortir de Nintendo depuis un bon moment ». Eurogamer souligne « qu'il serait difficile de ne pas tomber sous le charme des Pikmins », appréciant les différents sons qu'ils produisent ou encore la manière que trébuchent parfois les créatures en tentant de suivre Olimar. Gamekult trouve que la manette est parfaitement bien utilisée, la prise en main se faisant instantanément. Quant à lui, Jeuxvideo.com déclare que la gestion de la caméra est « un peu lourde ».
Eurogamer loue la qualité des graphismes du titre, qu'il définit d'exceptionnels, relevant des animations de très bonne qualité, des textures très détaillées et un excellent level design. Gamekult apprécie lui aussi les graphismes, considérant que Pikmin est « joli, coloré et agréable à regarder ». Il est impressionné par la qualité des textures et par la fluidité du titre, et ce, malgré le fait qu'il soit possible de contrôler jusqu'à cent Pikmins en même temps. GameSpot est particulièrement impressionné par le rendu de l'eau, offrant selon lui un effet très agréable à l'œil. Il loue également les textures des environnements et les effets de lumières qui accentuent bien le passage du temps. Jeuxvideo.com fait l'éloge des graphismes du jeu, de la qualité des animations et de l'originalité du design, qui devraient « séduire n'importe quel amateur de titres un peu étranges ». Il remarque toutefois que les textures des environnements manquent de clarté.
IGN souligne que le jeu aurait été « sensationnel » s'il avait duré dix heures de plus, mais considère malgré tout qu'il s'agit d'une expérience qui vaut le coup. Nintendo Life, bien que déçu de la courte durée de vie du titre, considère malgré tout que le jeu est « addictif ». GameSpot est lui aussi déçu par la courte durée du titre. Appréciant malgré tout le mode de jeu supplémentaire (mode Challenge), il trouve qu'il aurait été mieux qu'il y ait plus de niveaux dans le mode de jeu principal. Cependant, il souligne que Pikmin offre une bonne rejouabilité puisque le joueur est encouragé à réessayer de terminer le jeu en utilisant une différente stratégie. Eurogamer considère que la limite de trente jours imposée constitue le plus grand défaut du jeu. Il souligne toutefois que, sans cette menace, Pikmin finirait par être rapidement répétitif et ennuyeux. Il ajoute qu'après la première moitié du jeu, la seule chose qui pousse le joueur à vouloir continuer est la promesse de nouveaux environnements et de nouveaux boss à vaincre. Gamekult est lui aussi déçu par la durée de vie trop courte, mais déclare que le jeu est « une petite merveille de gameplay et d'innovations ».

### Critiques de la version Wii
Le portage du jeu sur Wii reçoit un accueil positif de la presse spécialisée. Il obtient une moyenne de notes de 77 % sur Metacritic sur la base de 36 critiques.
Nintendo Life regrette qu'il ne s'agisse que d'un portage sans ajout substantiel, comme de nouveaux environnements ou de nouveaux modes de jeu. Il conclut toutefois sa critique en déclarant que le jeu est « étrange, innovant, charmant et addictif ». Jeuxvideo.com souligne que le jeu pourrait davantage intéresser les personnes ne possédant pas déjà la version GameCube du jeu qui voudraient le découvrir pour la première fois. Eurogamer déclare qu'il s'agit d'une joie de découvrir ou de redécouvrir Pikmin avec cette nouvelle façon de jouer. Il recommande toutefois de jouer à sa suite, Pikmin 2, dans la gamme Nouvelle façon de jouer !, trouvant que ce dernier propose plus de contenu et une meilleure expérience de jeu. Nintendo Life note que le jeu bénéficie d'une « légère amélioration » des graphismes, sans pour autant pousser trop loin les capacités de la Wii, « comme on peut s'y attendre d'un portage », précise-t-il. Eurogamer remarque que les graphismes ont « un peu vieilli, mais pas tant que ça ».
Nintendo Life trouve que les contrôles à la Wiimote et à la Nunchuk rendent le jeu beaucoup plus intuitif et facile d'accès que sur GameCube. IGN estime que les contrôles à la Wiimote et à la Nunchuk sont une réussite, déclarant qu'ils permettent au joueur d'effectuer des actions de manière plus rapides et plus précises avec, comme nouveauté, la possibilité de simultanément contrôler les déplacements d'Olimar avec le stick analogique de la Nunchuk et de donner des ordres aux Pikmins à l'aide du viseur de la Wiimote. Il termine ce point en déclarant qu'il s'agit de la meilleure manière de jouer au jeu. Jeuxvideo.com considère que le fait de pouvoir déplacer le viseur en pointant l'écran avec la Wiimote améliore l'expérience de jeu. Cependant, mis à part cette nouvelle fonctionnalité qui permet au joueur de plus facilement naviguer à travers le jeu, Jeuxvideo.com trouve que « la nouvelle façon de jouer ne se révèle pas si révolutionnaire que ça » et déplore une caméra difficile à gérer correctement. Similairement, Eurogamer est lui aussi satisfait par la prise en main du jeu, mais considère que l'amélioration n'apporte pas une si grande différence par rapport à la version GameCube étant donné que les contrôles de cette dernière sont, selon lui, déjà très agréables.

### Critiques de la version Nintendo Switch
Nintendo Life déclare que Pikmin sur Nintendo Switch propose toujours une aventure aussi « joyeuse, espiègle, mignonne et colorée ». Il considère que, dans l'ensemble, le jeu vaut le coup, même s'il n'est pas au même niveau de qualité que d'autres remakes de Nintendo, comme Metroid Prime Remastered. En effet, il remarque que le jeu ne propose pas assez d'améliorations par rapport à son portage sur Wii. Destructoid partage cet avis et affirme que Nintendo n'a pas mis autant d'effort que dans Metroid Prime Remastered, se rapprochant plus du degré d'effort mis dans le portage de Super Mario Sunshine pour la compilation Super Mario 3D All-Stars. Malgré tout, Nintendo Life loue la maniabilité et la plus grande résolution et déclare que le jeu, « charmant et créatif », reste un incontournable de Nintendo.

### Distinctions
Pikmin reçoit en 2002 un prix BAFTA dans la catégorie Interactivity et il reçoit le prix du meilleur jeu de puzzle lors de l'édition de 2001 des Game Critics Awards.

### Ventes
Au total, le jeu s'est vendu à plus de 500 000 unités au Japon et à 680 000 unités aux États-Unis. Environ 101 000 sont écoulés au Japon durant sa première semaine de commercialisation. La sortie du single comportant la chanson Ai No Uta, sortie en décembre 2001, semble avoir engendré une augmentation des ventes du jeu au Japon, plus de 102 000 exemplaires s'étant écoulés du 24 décembre 2001 au 6 janvier 2002. En date du 3 janvier 2010, la version Wii du jeu s'est écoulée à 169 036 unités au Japon.

## Postérité
Pikmin engendre une série de jeux vidéo. Une première suite, Pikmin 2, sort en 2004 elle aussi sur GameCube. Elle introduit de nouveaux personnages jouables, deux nouveaux types de Pikmins et retire la limite de temps de 30 jours qui est dans le premier opus. L'objectif du jeu est, cette fois, de trouver et de rapporter des trésors au vaisseau,. Il est suivi de Pikmin 3, sorti en 2013 sur Wii U. Le joueur prend le contrôle de trois personnages qui peuvent être envoyés automatiquement à divers endroits à l'aide de la carte qui est affichée sur l'écran de la manette de la console, le Wii U GamePad. De plus, le jeu introduit deux nouveaux types de Pikmins. Pikmin engendre aussi deux spin-off : Hey! Pikmin, un jeu d'action à défilement horizontal sorti en 2017 sur Nintendo 3DS, et Pikmin Bloom, un jeu pervasif développé par Niantic et sorti en 2021. Un quatrième opus dans la série, Pikmin 4, est sorti en 2023 sur Nintendo Switch.
En outre, Olimar, les Pikmins et certains environnements du jeu apparaissent dans la série de jeux de combat Super Smash Bros. Olimar devient un personnage jouable à partir de Super Smash Bros. Brawl.

### Sources primaires
1. 1 2  Pikmin : Manuel d'utilisation, Nintendo, 2001, p. 4-5.
2. ↑  (en) Jason Leung, Pikmin: The Official Guide from Nintendo Power, Nintendo, 2001, p. 2
3. ↑  Nintendo EAD. Pikmin (GameCube). Nintendo. 2001.
4. ↑  Pikmin : Manuel d'utilisation, Nintendo, 2001, p. 16.
5. ↑  (en) Jason Leung, Pikmin: The Official Guide from Nintendo Power, Nintendo, 2001, p. 16
6. ↑  Pikmin : Manuel d'utilisation, Nintendo, 2001, p. 10-11.
7. ↑  (en) Jason Leung, Pikmin: The Official Guide from Nintendo Power, Nintendo, 2001, p. 78

### Interviews
1. 1 2 3 4 5  (en) Jason Leung, Pikmin: The Official Guide from Nintendo Power, Nintendo, 2001, p. 91
2. 1 2  (en) Jason Leung, Pikmin: The Official Guide from Nintendo Power, Nintendo, 2001, p. 90
3. 1 2 3 4 5  (en) Jason Leung, Pikmin: The Official Guide from Nintendo Power, Nintendo, 2001, p. 92
4. 1 2  (en) Jason Leung, Pikmin: The Official Guide from Nintendo Power, Nintendo, 2001, p. 94
5. ↑  (en) Jason Leung, Pikmin: The Official Guide from Nintendo Power, Nintendo, 2001, p. 93

### Sources secondaires
1. 1 2 3 4 5 6 7 8 9 10  Trunks, « Pikmin : un jardin fabuleux », sur Gamekult, 10 juin 2002 (consulté le 5 janvier 2014)
2. 1 2 3 4 5  (en) Thomas Bowskill, « New Play Control! Pikmin Review (Wii) », sur Nintendo Life, 26 février 2009 (consulté le 6 mai 2019)
3. 1 2 3 4 5  (en) Fran Mirabella III, « Pikmin », sur IGN, 3 décembre 2001 (consulté le 3 mai 2019)
4. 1 2 3 4 5 6  Romendil, « Test : Nouvelle Façon de jouer : Pikmin », sur Jeuxvideo.com, 2 février 2009 (consulté le 3 mai 2019)
5. 1 2 3 4 5 6 7 8 9 10 11  (en) Ricardo Torres, « Pikmin Review », sur GameSpot, 5 décembre 2001 (consulté le 18 mai 2019)
6. 1 2  « Preview : Pikmin », sur Jeuxvideo.com, 23 janvier 2002 (consulté le 7 décembre 2019)
7. 1 2 3 4 5  (en) Martin Taylor, « Pikmin », sur Eurogamer (consulté le 10 avril 2020)
8. 1 2  (en) Mark Green, « Pikmin : The aliens have landed! But ain't they the cutest? », NGC Magazine, no 63,‎ janvier 2002, p. 39.
9. ↑  (en) Simon Carless, « GDC: Miyamoto Talks Game Design, Super Mario Galaxy », sur Gamasutra, 8 mars 2007 (consulté le 24 janvier 2020)
10. ↑  (en) Robbie Collin, « Nintendo's Shigeru Miyamoto: 'What can games learn from film? Nothing' », sur The Telegraph, 10 novembre 2014 (consulté le 22 février 2020)
11. ↑  Caleb, « Nintendo Gamecube : Think Different », sur Gamekult, 17 mai 2001 (consulté le 24 avril 2015)
12. ↑  (en) « Pikmin Pop », Nintendo Power, no 155,‎ avril 2002, p. 25.
13. ↑  (en) Tom Bramwell, « GameCube bundles and launch dates », sur Eurogamer, 3 août 2001 (consulté le 9 décembre 2019)
14. ↑  Dagdag, « Pikmin en retard pour le lancement US », sur Gamekult, 19 septembre 2001 (consulté le 9 décembre 2019)
15. ↑  (en) « Pikmin on Parade », Nintendo Power, no 150,‎ novembre 2001, p. 15.
16. ↑  « Lancement de la Gamecube en Europe », sur Jeuxvideo.com, 28 janvier 2002 (consulté le 9 décembre 2019)
17. ↑  Trunks, « Nintendo étend sa gamme Player's Choice », sur Gamekult, 24 janvier 2003 (consulté le 15 septembre 2019)
18. ↑  Puyo, « Pikmin & DK Wii : c'est dans la pochette », sur Gamekult, 3 novembre 2008 (consulté le 8 décembre 2019)
19. ↑  (en) Martin Robinson, « Nintendo Dates Wii-makes », sur IGN, 20 janvier 2009 (consulté le 28 décembre 2019)
20. ↑  (en) Robert Purchese, « Wii GameCube converts not full price », sur Eurogamer, 21 janvier 2009 (consulté le 28 décembre 2019)
21. ↑  (en) « Pikmin and Mario Power Tennis Lead Nintendo's New Play Control! Lineup », sur IGN, 9 mars 2009 (consulté le 12 janvier 2021)
22. 1 2 3  (en) Matt Casamassina, « New Play Control! Pikmin Review », sur IGN, 11 mars 2009 (consulté le 10 janvier 2021)
23. ↑  (en) Jeff Grubb, « The original Pikmin is coming to Wii U’s eShop », sur VentureBeat, 26 septembre 2016 (consulté le 2 janvier 2020)
24. 1 2 3 4  (en) PJ O'Reilly, « Pikmin 1 Review (Switch eShop) », sur Nintendo Life, 23 juin 2023 (consulté le 27 juin 2023)
25. ↑  Kyujilo, « Pikmin 4 : un peu de gameplay, un nouveau Pikmin, et une démo », sur Gamekult, 21 juin 2023 (consulté le 21 juin 2023)
26. ↑  (ja) « ニンテンドーゲームキューブ - ピクミン », Famitsu, no 915,‎ 30 juin 2006, p. 96.
27. 1 2  (en) Zoey Handley, « Review: Pikmin 1 (2023) », sur Destructoid, 24 juin 2023 (consulté le 27 juin 2023)
28. 1 2 3 4  (en) Oli Welsh, « New Play Control! Pikmin », sur Eurogamer (consulté le 10 avril 2020)
29. 1 2 3  Romendil, « Test : Pikmin », sur Jeuxvideo.com, 10 juin 2002 (consulté le 3 mai 2019)
30. 1 2  (en) Paul Catlin, « Pikmin Review (GCN) », sur Nintendo Life, 2 janvier 2006 (consulté le 6 mai 2019)
31. 1 2  (en) « Pikmin for GameCube Reviews », sur Metacritic (consulté le 3 mai 2019)
32. 1 2  (en) « New Play Control! Pikmin for Wii Reviews », sur Metacritic (consulté le 3 mai 2019)
33. ↑  (en) « BAFTA : Interactive Entertainment Winners », sur British Academy of Film and Television Arts (version du 2 novembre 2002 sur Internet Archive)
34. ↑  (en) « 2001 Winners », sur Game Critics Awards (consulté le 13 décembre 2020)
35. 1 2  (en) « Nintendo Gamecube japanese ranking », sur Japan-GameCharts (version du 9 avril 2008 sur Internet Archive)
36. ↑  (en) « The Top 100 Games of the 21st Century », sur Edge, 29 juillet 2006 (version du 23 mai 2012 sur Internet Archive)
37. ↑  (en) « Pikmin Sales Surge in Japan », sur IGN, 18 janvier 2002 (consulté le 19 avril 2020)
38. ↑  (ja) « 2009年テレビゲームソフト売り上げTOP1000（メディアクリエイト版） », sur Geimin.net (version du 27 juin 2015 sur Internet Archive)
39. ↑  (en) Lucas M. Thomas, « Remembering Pikmin », sur IGN, 1er décembre 2011 (consulté le 8 décembre 2019)
40. ↑  Romendil, « Test : Pikmin 2 », sur Jeuxvideo.com, 7 octobre 2004 (consulté le 21 janvier 2020)
41. ↑  Trunks, « Pikmin 2 : Olimar dans son jardin », sur Gamekult, 16 septembre 2004 (consulté le 21 janvier 2020)
42. ↑  « Une date pour Pikmin 3 », sur Jeuxvideo.com, 17 mai 2013 (consulté le 8 décembre 2019)
43. ↑  Anagund, « Test : Pikmin 3 », sur Jeuxvideo.com, 23 juillet 2013 (consulté le 22 janvier 2020)
44. ↑  (en) Jason D'Aprile, « Hey Pikmin Review », sur GameSpot, 26 juillet 2017 (consulté le 22 janvier 2020)
45. ↑  ChewbieFR, « Pikmin 3DS se trouve un nom et une date de sortie ! », sur Jeuxvideo.com, 13 avril 2017 (consulté le 8 décembre 2019)
46. ↑  (en) Scott Stein, « Pikmin Bloom: How Niantic and Nintendo's new game mixes walking, memory and AR », sur CNET, 26 octobre 2021 (consulté le 5 décembre 2021)
47. ↑  JeromeJoffard, « Nintendo Switch : Pikmin 4 enfin dévoilé, le retour d'une licence culte ! », sur Jeuxvideo.com, 8 février 2023 (consulté le 9 mars 2023)
48. ↑  « Pikmin dans Super Smash Bros Brawl », sur Jeuxvideo.com, 9 janvier 2008 (consulté le 23 janvier 2020)